# Гузь Петро Іванович
Гузь Петро Іванович (* 19 жовтня 1895 — † 2 травня 1959) — кобзар, один із визначних майстрів бандуристів 1-ї половини XX століття, здібний імпровізатор. Виконував думи Про Олексія Поповича, Про трьох братів Самарських, Вареники-невільники. Автор пісень.

## Біографія
Народився та помер у селі Лютенка. У трирічному віці захворів на золотуху й осліп. У 15-річному віці батько віддав його вчитися до кобзарів. Навчався у Михайла Кравченка. Від 1939 року — у складі ансамблю кобзарів при Київській державній філармонії. В тому ж році його запросили на 1-шу республіканську нараду кобзарів та лірників, під час якої записали на фонографі низку пісень. Гузя зараховано до новоутвореного Державного етнографічного ансамблю кобзарів. Учасник Всесоюзної наради народніх співців у Москві (1940). За заслуги в розвитку кобзарського мистецтва Гузеві призначили персональну пенсію республіканського значення.
Мав своїх учнів. Мандрував по Київщині, Харківщині, Полтавщині та Кубані. Під час визвольних змагань 1918—1921 брав участь в антибільшовицькому повстанні під керівництвом місцевого отамана Леонтія Хрестового, про якого створив і виконував думу. У 1939—1941 роках — артист етнограф ансамблю кобзарів і лірників при Київській Філармонії. Грав на старосвітській бандурі. В репертуарі думи: «Втеча трьох братів з міста Азова», «Про трьох братів Самарських», «Про Олексія Поповича», «Бідна вдова і три сини»), історичні та жартівливі пісні, танцювальні мелодії, більшість яких зберігається в фондах ІМФЕ. Автор пісень та дум, у яких критикував сталінську діяльність, голодомор. Згодом його твори мали офіціозний характер. Йому належать «Приказ про трьох ледачих», «Багач бідного купив, по потилиці лупив», «Про трактор» та інші. Створив ряд пісень на радянську тематику (серед них « Про трактор», «Про дев'ять ледачих» та інші).

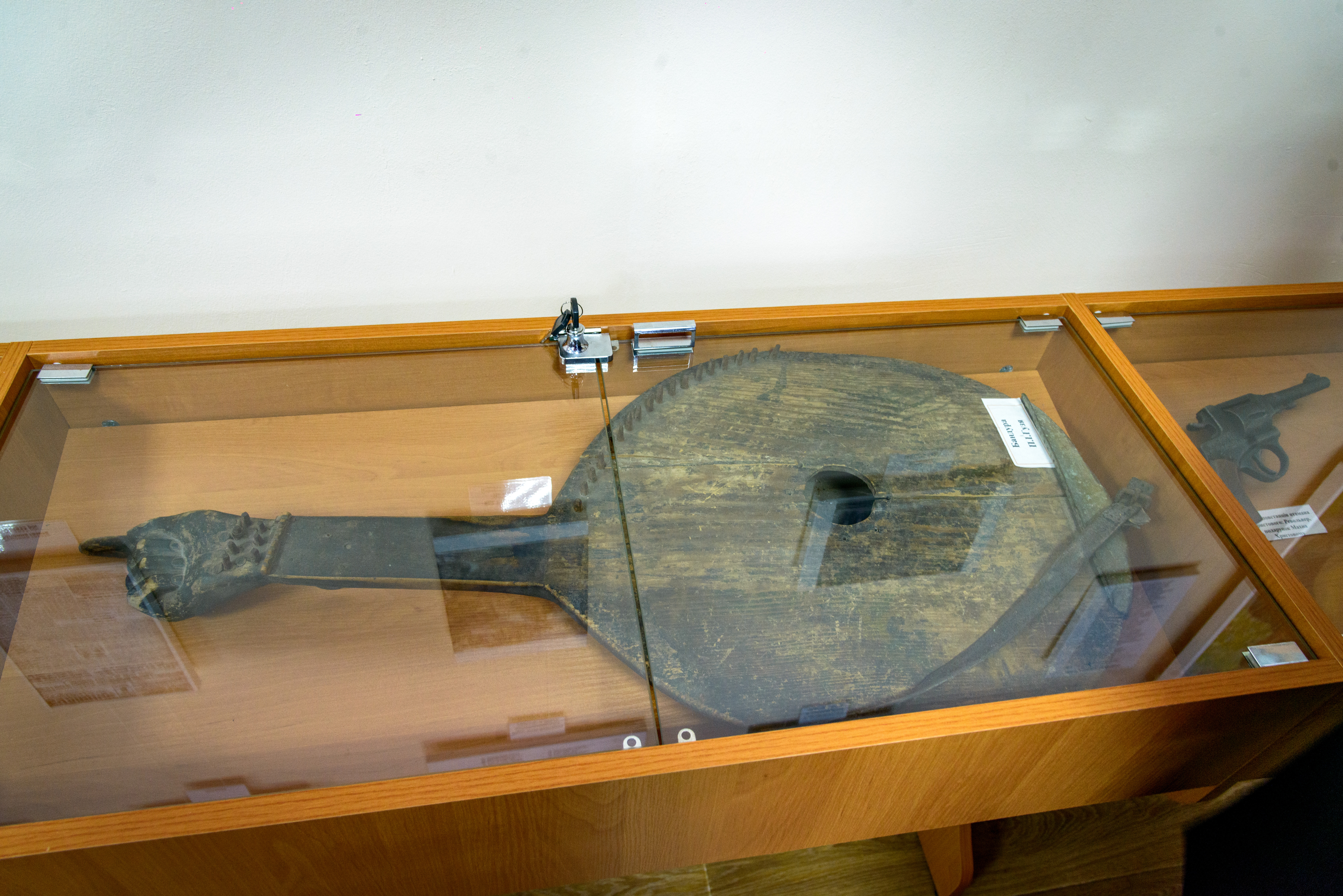
Бандура кобзаря Петра Гузя у шкільному музеї О.Д.Засядька в Лютенській загальноосвітній школі І-ІІІ ступенів
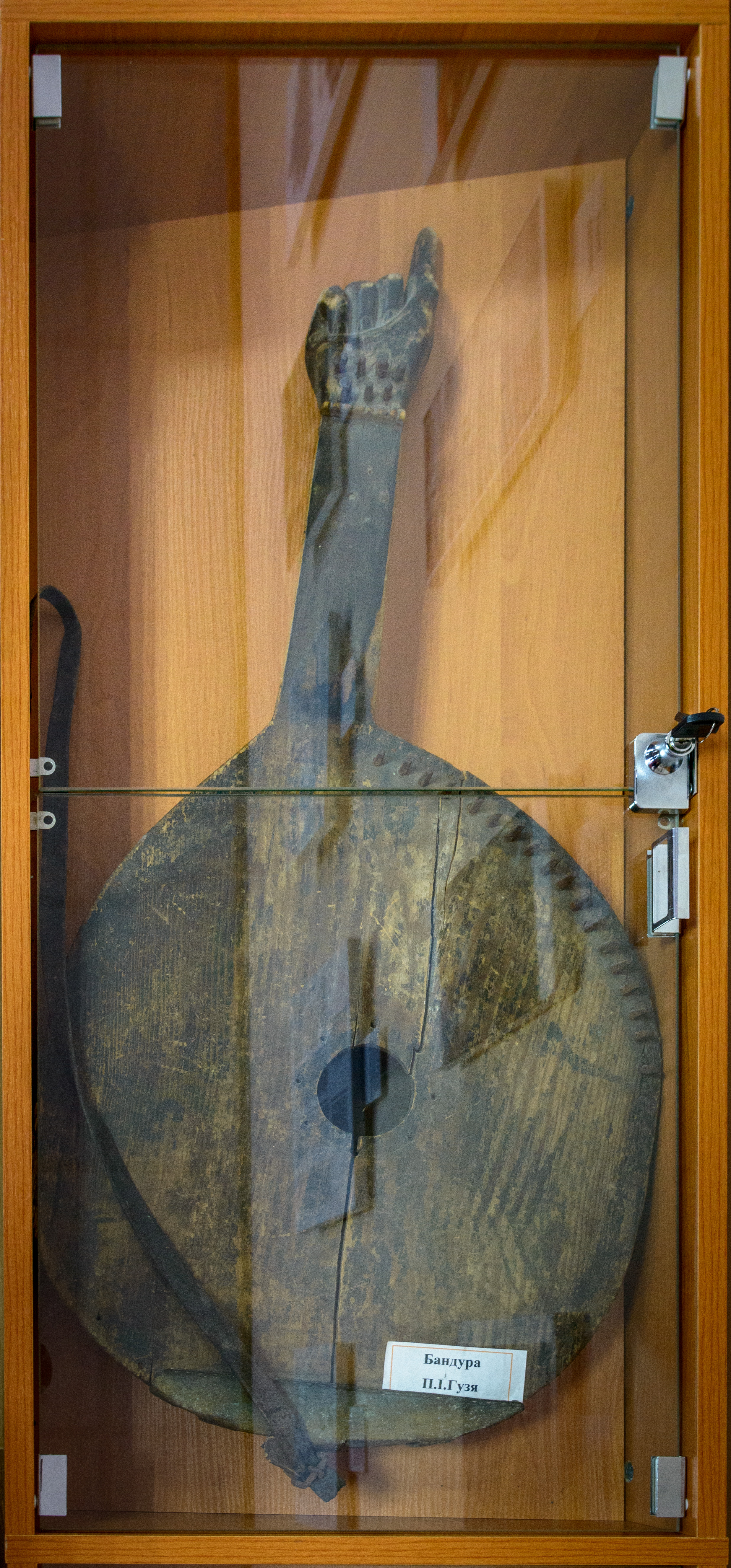
Бандура кобзаря Петра Гузя у шкільному музеї О.Д.Засядька в Лютенській загальноосвітній школі І-ІІІ ступенів
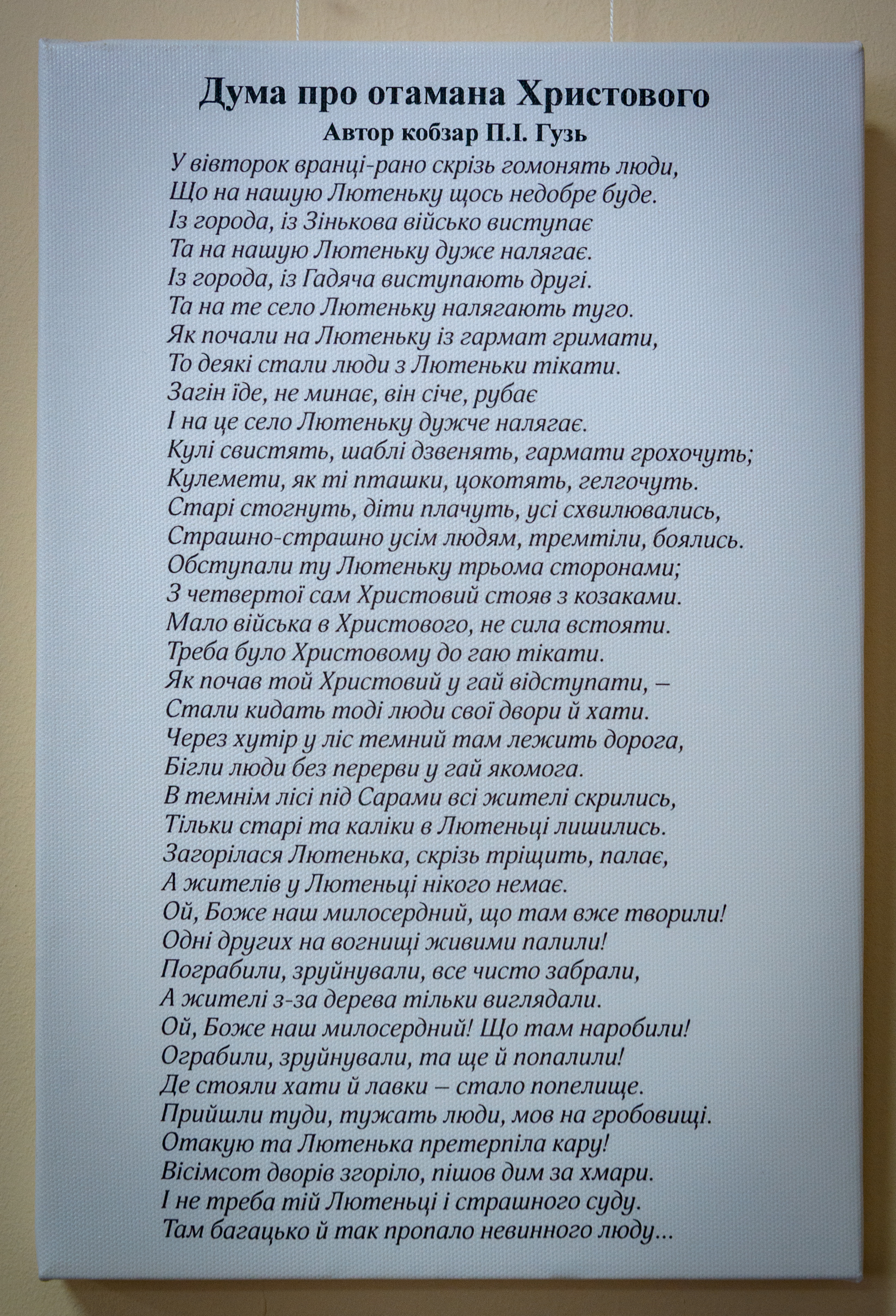
Текст думи про отамана Христового у шкільному музеї О.Д.Засядька в Лютенській загальноосвітній школі І-ІІІ ступенів

## Вшанування пам'яті
У селі Лютенька вулицю Ватутіна перейменували на вулицю Петра Гузя.